# جزيرة تليغراف
جزيرة تلغراف، من المعالم السياحية التي تشتهر بها محافظة مسندم في سلطنة عمان (جزيرة تلغراف ) وهي عبارة عن جزيرة صغيرة تقع في ولاية خصب وبالتحديد في خور شم وهو أحد الاخوار المشهورة والتي يعتاد الزوار والسياح على زيارته.
تكون جزيرة تلغراف في العادة محطة الاطلاع على التضاريس والطبيعية الجبلية والجيولوجية والتكوينات الطبوغرافية والتقاط الصور التذكارية
وجزيرة تلغراف سميت بهذا الاسم كونها شهدت مرور أول خط تلغراف في الشرق الاوسط تم ربطه بين بومباي في الهند والبصرة في العراق وكلك من خلال عملية تركيب شهدتها ووصل كابل بحري الممتد من جوادر إلى الجزيرة عام 1864م اسمها حاليا ( تلغراف ) ومازالت بعض الآثار في الجزيرة التي تشير إلى بقايا اطلال شاهدة على عراقة هذه الجزيرة وبداية ميلاد حركة الاتصالات في المنطقة